# Wipeout
Wipeout (aus dem Englischen: to wipe out something: etwas „ausradieren“, „ausbessern“; Eigenschreibweise: WipEout, wipEout oder auch wipE'out, wip3out) ist eine Reihe futuristischer Rennspiele, die ursprünglich von Psygnosis entwickelt wurde.
Der Spieler übernimmt dabei die Steuerung eines Antigravitations-Gleiters und tritt auf verschiedenen, futuristisch gestalteten Strecken gegen andere Gleiter an. Einen elementaren Teil des Spielgeschehens stellt die Möglichkeit dar, Waffen und Gegenstände von der Strecke aufzusammeln und gegen Kontrahenten einzusetzen. Neben der hohen Geschwindigkeit und zeitgemäßen Grafik war es vor allem die enthaltene lizenzierte Musik, die das Spiel auch einem reiferen Publikum bekannt machte. Das erste Wipeout-Spiel erschien für die PlayStation und gilt als einer der Titel, die Videospiele bei jungen Erwachsenen beliebter machten.

## Wipeout (1995)
Wipeout (Name auf dem Cover: wipE'out) spielt im Jahr 2052, in dem vier verschiedene Teams – AG Systems (Anti-Gravity Systems), Auricom, Qirex und FEISAR (Federal European Industrial Science and Research) – mit je zwei Rennfahrern in der F3600-Antigravity-Liga gegeneinander antreten. Hierbei handelt es sich um eine Liga mit futuristischen Fluggeräten (Gleiter), die über dem Boden schweben. Im Spiel hat jeder Gleiter der vier Mannschaften verschiedene Eigenschaften in Beschleunigung, Höchstgeschwindigkeit, Masse und Wendekreis. Auf den Strecken sind „Powerup“-Felder verteilt, die dem Spieler beim Überfliegen per Zufallsprinzip Waffen, Beschleuniger oder einen Schutzschild zur Verfügung stellen, sowie blaue Felder, die einen Geschwindigkeitsschub bringen.
Die Liga besteht aus der Venom- sowie der schnelleren Rapier-Klasse, die nach Absolvieren der Venom-Klasse freigeschaltet wird. Insgesamt gibt es in Wipeout sechs Strecken sowie eine freispielbare.
Wipeout erschien im September 1995 gleichzeitig mit der Sony PlayStation in Europa und war das erste Spiel für die Konsole, das nicht von einem japanischen Entwickler stammte. Zwei Monate später, im November 1995, erschien es in den USA. Das Spiel kletterte an die Spitze der Verkaufscharts, und es wurden weltweit 1,5 Millionen Wipeout-Spiele verkauft. Neben der lizenzierten Musik enthielt das Spiel Designs der Designers Republic, die Verpackung, Anleitung und Logos im Spiel entwarfen. Dadurch sollte Wipeout als ein modisches Produkt platziert und für Clubgänger und Kenner moderner Musik attraktiv gemacht werden, deren Alter über dem des klassischen Spielers lag.
Zur Veröffentlichung des Spiels wurden PlayStation-Konsolen mit Wipeout in angesagten Nachtclubs aufgestellt, eine Soundtrack-CD sowie Wipeout-Markenkleidung veröffentlicht.
Bekannte Techno-Bands steuerten Musik zum Soundtrack bei, darunter Orbital, The Chemical Brothers, Underworld und Leftfield, jedoch finden sich bei der PC-Version nur Titel von Tim „CoLD SToRAGE“ Wright.
Die Sega-Saturn-Version verfügte über zusätzliche Musiktitel (Brickbat, Planet 9 und Poison, jedoch nicht Transvaal von der PlayStation-Version), hatte jedoch schwächere Grafik und keinen Zweispielermodus.
Das Spiel wurde später im PlayStation Network der Playstation 3 veröffentlicht sowie 2011 für das Android-Smartphone Sony Ericsson Xperia Play.

### Rezeption
Die Royal Mail brachte 2020 einen Satz von zwölf Briefmarken mit Motiven aus britischen Computerspielen heraus, in dem ein Wert das Originalspiel Wipeout von 1995 zeigt.

## Wipeout 2097/XL (1996)
Der zweite Wipeout-Teil (Name auf dem Cover: wipE'out" 2097) spielt im Jahr 2097 und handelt von der F5000-Liga. Wieder treten die vier Hauptmannschaften in acht verschiedenen Rennstrecken gegeneinander an. Sobald man die Liga durchgespielt hat, schaltet man einen Prototyp-Gleiter der Firma „Piranha Advancements“ frei, der allerdings noch nicht mit einem Waffensystem ausgestattet wurde. In Wipeout 2097 ist es nun möglich, andere Gleiter mit Waffen zu zerstören, indem man den Gleiterschild stark beschädigt. Aber auch das Anstoßen mit dem Streckenrand beschädigt den Schutzschild. Neben neuen Angriffswaffen gibt es auch einige Defensivwaffen und einen Autopiloten, sowie kurz vor dem jeweiligen Rundenende einer Abzweigung einen Bereich, der den Schutzschild des Gleiters wieder auffüllt. Hier gibt es die Phantom Liga zum Freispielen sowie eine zusätzliche Strecke.
Für die PlayStation-Version waren diesmal Musiktitel von The Prodigy, The Chemical Brothers, The Future Sound of London, Fluke, Photek, Tim „CoLD SToRAGE“ Wright und Underworld enthalten. Um für das Spiel zu werben, wurde eine Tour durch bekannte Nachtclubs in Kooperation mit Red Bull gestartet. Diese Marke taucht auch im Spiel auf.
Die Saturn-Version wurde von Traveller’s Tale portiert, die Amiga-Version von Digital Images. Für diese Versionen wurden keine Titel der genannten Künstler verwendet, möglicherweise aus lizenzrechtlichen Gründen, sondern ausschließlich Musik des Psygnosis-internen Senior Sound Artist CoLD SToRAGE. Der Stil dieser Titel orientiert sich an Progressive Trance mit ravigem Charakter. Sie sind der Qualität der Titel der bekannten Künstler ähnlich und untermalen das Spielgeschehen.
Generell besitzt der CoLD-SToRAGE-Soundtrack einen exotischeren Charakter als die Titel von bekannten Künstlern wie Prodigy oder auch den Chemical Brothers. Deren Tracks waren zum Zeitpunkt der Veröffentlichung von Wipeout 2097 bereits in der Heavy Rotation auf allen großen TV- und Radio-Stationen und hatten damit nicht mehr viel von dem Untergrund-Charakter, den sie vertreten sollten.
Ebenfalls fehlen in der Saturn-/Amiga-Version die Red-Bull-Werbeeinblendungen.

## Wipeout 64 (1998)
Plattform: Nintendo 64
Es folgte eine Nintendo-64-Version des Spiels, die in den internen Liverpool Studios entwickelt wurde. Die Vermarktungsrechte für Europa und die USA wurden Midway übertragen. Das Spiel erschien in den USA vor, in Europa nach Weihnachten und entwickelte sich zum Erfolg. Es basierte auf Wipeout 2097, verfügte jedoch erstmals über einen Vierspielermodus (Wipeout 2097 für die PlayStation verfügte nur über einen Zweispielermodus, der mit Hilfe von zwei PlayStation-Konsolen, zwei Fernsehern und einem Link-Kabel möglich war) sowie neue Strecken.

## Wipeout 3 (1999)
Nach dreijähriger Wartezeit für PlayStation-Spieler erschien Wipeout 3 (auch wip3out oder wipEout 3 geschrieben) am 8. September 1999 in Europa. Die Designer von Designers Republic gestalteten Menüs und Strecken farblich simpler als bisher. Das Spiel verfügt über eine Cockpit-Perspektive und Grafiken in höherer Auflösung (720 × 480) sowie neue und neu designte Fahrzeuge und Teams. Es ist zudem möglich, über den Splitscreen-Modus zu zweit gegeneinander anzutreten. Neben dem aus den Vorgängerspielen bekannten Einzel- und Turnierrennen sind weitere Spielmodi hinzugekommen.
- Rennwettkampf – Man muss unter die ersten Drei kommen um die nächste Strecke freizuspielen.
- Zeitwettkampf – Eine Strecke mit mehreren Runden ist in einer vorgegebenen Zeit zu schaffen.
- Waffenwettkampf – Eine bestimmte Anzahl an Kontrahenten ist mit Waffen auszuschalten.

Als Zusatz gibt es den Zerstörer-Modus der dem Waffenwettkampf ähnelt, man aber das Ziel, wie viele gegnerische Gleiter zerstört werden sollen um das Spielziel zu erreichen, selbst bestimmen kann.
Als Fahrerteams stehen acht verschiedene Mannschaften zur Auswahl (Goteki 45, Piranha, Icaras, Assegai Developments, FEISAR, Qirex, Auricom, AG Systems), wovon vier freigespielt werden müssen, sowie acht Strecken, wovon vier freispielbare Strecken sind.
Als Rennklassen sind Vector (langsam), Venom (normal) und Rapier (schnell) sowie eine freispielbare Phantom-Class verfügbar. Zudem gibt es fünf Prototype-Strecken, eine für jede Klasse die man freischalten kann – für die Strecken und die Gleiter wurde hierbei Grafik ähnlich Cel Shading verwendet.
Neben neuen Waffen, die man wie bei den Vorgängern über die Powerupfelder aufnehmen kann, befindet sich in den Gleitern nun auch ein direkt eingebauter Turbo, den man per Knopfdruck aktivieren kann. Allerdings verbraucht dieser Turbo Schildenergie, was die Gefahr erhöht, dass der Gleiter von gegnerischen Fahrern zerstört werden kann.
Die CD enthält Musik von den Gruppen The Chemical Brothers, Sasha, MKL, Orbital, Underworld, Propellerheads sowie Paul van Dyk.

### Wipeout 3: Special Edition (2000)
Die Wipeout 3: Special Edition enthält neben dem normalen Spiel zusätzlich eine Zusammenstellung von acht Strecken aus den vorherigen Wipeout-Spielen (drei aus Wipeout und fünf auf Wipeout 2097) auf dem aktuellen grafischen Stand von Wipeout 3 und somit insgesamt 16 Strecken.
Zudem gab es gegenüber Wipeout einige kleinere Verbesserungen, so wurde z. B. auf der Strecke „Sampa Run“ die Helligkeit in den Tunneln etwas erhöht, nach erfolgreichem Abschluss einer Strecke lässt sich direkt die nächste Strecke anwählen, ohne vorher ins Streckenmenü zu müssen, der Gleiter fängt Feuer, wenn man kein Schild mehr hat, es ist möglich, zu viert zu spielen (zwei PlayStation verbunden und zwei Fernseher im Splitscreen-Modus)

## Wipeout Fusion (2002)
Plattform: Sony PlayStation 2
Das Designer-Team Good Technology löste die Designers Republic mit diesem Spiel ab.

### Kuriositäten bei der Veröffentlichung
Das Spiel kam anfangs nur in den PAL-Gebieten heraus. Veröffentlichung für Australien war der 18. Januar 2002, für Europa der 9. Februar 2002.
In der amerikanischen Fanszene wurden Gerüchte laut, dass Wipeout Fusion in Nordamerika überhaupt nicht erscheinen würde. Aber nach ca. vier Monaten ohne Stellungnahme von Sony wurde vom Herausgeber BAM! Entertainment eine NTSC-Veröffentlichung angekündigt und das Spiel kam schließlich am 19. Juni 2002 in den Handel.
Zur gleichen Zeit wurde eine Internetseite mit einer „Weltrangliste“ eingerichtet (www.wipeoutfusion.com). Dort konnten sich die 50 besten Piloten (pro Strecke 50 Platzierungen) durch einen Code eintragen, den man im Zone-Modus nach Zerstörung des Gleiters bekommt.

## Wipeout Pure (2005)
Dieses Spiel wurde auf der E3 2004 vorgestellt und im Jahr 2005 in Japan und Amerika veröffentlicht. Der Herausgeber von Wipeout Pure ist Sony, entwickelt wurde es von Studio Liverpool. Der Titel ist ausschließlich für die PlayStation Portable (PSP) verfügbar.
Im Vergleich zum Vorgänger Wipeout Fusion wurde das Aufrüstungssystem der Antigravitations-Gleiter abgeschafft und man setzt wieder auf das Klassensystem. Dabei stehen insgesamt fünf Rennklassen zur Verfügung. Der Zonen-Modus aus Wipeout Fusion wurde jedoch übernommen. Eine der modernsten Einrichtungen ist eine erstmals in der Serie integrierte Online-Unterstützung. Die Spieler können Strecken, Skins, neue Mannschaften sowie auch Musik herunterladen. Mit den ersten Download-Paketen (Gamma Pack 1–3) lieferte man bereits die ersten Aktualisierungen für das Spiel. Weitere Aktualisierungen sind in Vorbereitung. Für die japanische Version folgten Delta Pack 1–2 und anschließend Classic Pack 1–4. Auf der japanischen Techno-Veranstaltung WIRE05 gab es zudem ein WIRE05 Pack. Außerdem nutzt das Spiel die WLAN-Fähigkeiten der PSP und unterstützt damit Mehrspieler-Duelle.

## Wipeout Pulse (2007)
Wieder liefert das Spiel einen technoiden Soundtrack mit Kompositionen bekannter Künstler. Unter anderem umfasst er folgende Titel:
| - Dopamine: Flat out - Move Ya! & Steve Lavers: Chemical - Stanton Warriors: Tokyo - B-Phreak & Groove Allegiance: Break Ya Self (Wipeout Remix) - Rennie Pilgrem & Blim: Slingshot (Wipeout Mix) - DJ Fresh: X-Project (100 % Pure Mix) - Ed Rush, Optical & Matrix: Frontline - Noisia: Seven Stitches | - Mist: Smart Systems - Booka Shade: Steady Rush - Aphex Twin: Fenix Funk 5 (Wipeout Edit) - Kraftwerk: Aero Dynamik (Alex Gopher & Etienne de Crécy Mix) - Skream: Suspicious Thoughts - Guy Gerber & Shlomi Aber: Sea of Sand (Wipeout Mix) - Loco Dice: City Lights (Martin Buttich Remix) PSP Cut |

Neue Features des Spiels:
- Verbesserte KI der Computergegner
- 8 verschiedene Spielmodi
- Online-Modus
- 24 Strecken
- Neue Elemente in der Streckenführung (Loopings etc.)
- Eigene MP3-Dateien als Soundtrack möglich
- Neuer Zusatzcontent zum Download

## Wipeout HD / Fury (2008)
Dieser Wipeout-Titel ist im Wesentlichen ein Mashup der vorangegangenen Spiele Pure und Pulse. So wurden der Soundtrack sowie sechs Strecken aus Pure und zwei weitere Strecken aus Pulse entnommen. Neu hinzugekommen ist die HD-Fähigkeit und die optionale SIXAXIS-Steuerung. Das Spiel unterstützt außerdem PlayStation 3. Wipeout HD war zunächst nur als reiner Download-Release im Playstation Network geplant. Später hingegen erschien noch die Fury-Erweiterung (PEGI 7), die zusammen mit dem Hauptspiel auch auf Blu-ray erschien. Auch die Blu-ray-Version ist mit einer Aktualisierung in 3D spielbar.

## Wipeout 2048 (2012)
Wipeout 2048 zählte zum Start-Line-Up des Sony Handhelds PlayStation Vita. Zu den alten Strecken aus dem PlayStation-3-Ableger der Serie, Wipeout HD Fury, gesellen sich zehn neue Strecken, bei welchen es erstmals Vergabelungen und mehrere Ebenen zu befahren gibt. Neu ist auch, dass es neben der traditionellen Steuerung mit Trigger und Analogsticks eine alternative Steuerung mit dem von der PS3 bekannten SixAxis-System gibt.
Im Rahmen der PlayStation Experience 2016 wurde eine Neuauflage, die neben Wipeout 2048 auch Wipeout HD und Wipeout HD Fury enthält, angekündigt, die im Sommer 2017 für die PlayStation 4 erschien.

## Wipeout Omega Collection (2017)
Die Wipeout Omega Collection beinhaltet alle Schiffe, Rennstrecken und Spielmodi aus den Spielen Wipeout HD, HD Fury und Wipeout 2048 und wurde erstmals im Dezember 2016 auf der PlayStation Experience für die PlayStation 4 angekündigt. Insgesamt umfasst die Kompilation 26 Rennstrecken und 46 futuristische Fahrzeuge, Schiffe im Spiel genannt, die in den neun unterschiedlichen Modi Zone, Tournament, Speed Lap, Time Trial, Single Race (Wipeout HD), Eliminator, Detonator, Zone Battle (Wipeout HD Fury) und Karriere (Wipeout 2048) spielbar sind. Zusätzlich gibt es mit der Racebox einen Editor, mit dem der Spieler eigene Strecken erstellen kann. Angekündigt wurde mit der Tigron K-VSR bereits ein neues Schiff, das es in keiner der früheren Versionen gab. Die Rennen können als Einzelspieler gegen computergesteuerte Piloten gefahren werden, alternativ gegen Mitspieler im Splitscreen-Modus oder mit bis zu acht Spielern in einem kompetitiven Online-Modus.

### Besonderheiten
Die Grafik wurde für die PlayStation 4 Pro optimiert und bietet gegenüber den früheren Versionen der Spiele folgende Vorteile:
- Nutzung der HDR-Technologie
- Dynamische 4K-Auflösung
- Eine Wiedergabe mit 60 Bildern pro Sekunde

Zu Ostern 2018 wurde ein Gratis-Update veröffentlicht, welches es erlaubte, die komplette Spielesammlung in VR (PlaystationVR-Headset und PlaystationKamera vorausgesetzt) zu spielen. In diversen Tests und Internetforen wurde das Update mit Lob überschüttet und von vielen Testern wurde die Wipeout Omega Collection gleich nach Resident Evil 7: Biohazard als Vorzeigetitel und Pflichtkauf genannt.

### Soundtrack
Erneut wird das Spielgeschehen von einem Elektro-Soundtrack mit Kompositionen bekannter Interpreten wie The Prodigy oder den Chemical Brothers sowie neuen Künstlern begleitet. Der vollständige Soundtrack umfasst 28 Titel und kann ebenfalls auf dem Musikstreaming-Dienst Spotify abgerufen werden.
| - ADDIKTION – Shake It (WipEout Omega Instrumental Edit) - Airwolf – Talking Bass feat. Stace Cadet (Taiki Nulight Edit) - Black Sun Empire & State of Mind – Kill That Noise (WipEout Omega Edit) - Boys Noize – XTC (The Chemical Brothers Remix) - Brodinski feat Louisahhh – Let The Beat Control Your Body - Carbon Community vs. Burufunk – Community Funk (Deadmau5 remix) - David Tort & Danielle Simeone – You Got To (WipEout Omega Edit) - DC Breaks – Breathe (Instrumental VIP Mix) - CODE:MANTA – DFCK - Dillon Francis & NGHTMRE – Need You (DJ Hanzel & Drezo Remix) | - DJ Kentaro feat. Matrix & Futurebound – North South East West (Tha New Team Remix) - Emika – Double Edge (GeRM Remix) - James Talk – Remote (Deadmau5 Remix) - Jerome Isma-Ae & Paul Thomas – Tomorrow (Luke Chable Remix) - Krakota – Lust Thrust - Matrix & Futurebound – Glow Worm - Matt Anthony – Headlights - Memtrix – IC YR PAIN - Metrik – Bring It Like That - Movement Machina & Timo Vaittinen – Upsides Have Downsides (Wipeout Omega Edit) | - Noisia & The Upbeats – Dead Limit - Red One – Born Free - Soundprank – Obsidian - Swanky Tunes – Give It - Swedish House Mafia vs Knife Party – Antidote (Swedish House Mafia Dub) - The Chemical Bros – C-h-e-m-i-c-a-l - The Prodigy – Invaders Must Die - Warden – Get Down |

## Trivia
Die Protagonisten des Films Hackers – im Netz des FBI spielten eine frühe Beta-Version des Spiels in einem Club.